# Nagardeole
Nagardeole (o Nagar Devla, Nagardevia) è una suddivisione dell'India, classificata come census town, di 13.715 abitanti, situata nel distretto di Ahmednagar, nello stato federato del Maharashtra. In base al numero di abitanti la città rientra nella classe IV (da 10.000 a 19.999 persone).

## Geografia fisica
La città è situata a 20° 34' 0 N e 75° 13' 0 E e ha un'altitudine di 284 m s.l.m..

## Società

### Evoluzione demografica
Al censimento del 2001 la popolazione di Nagardeole assommava a 13.715 persone, delle quali 7.147 maschi e 6.568 femmine. I bambini di età inferiore o uguale ai sei anni assommavano a 1.739, dei quali 928 maschi e 811 femmine. Infine, coloro che erano in grado di saper almeno leggere e scrivere erano 10.808, dei quali 5.940 maschi e 4.868 femmine.